# Hartmeyeria bouilloni
Hartmeyeria bouilloni är en sjöpungsart som beskrevs av Monniot 1976. Hartmeyeria bouilloni ingår i släktet Hartmeyeria och familjen lädermantlade sjöpungar. Inga underarter finns listade i Catalogue of Life.